# Ukraina w Konkursie Piosenki Eurowizji Junior
Ukraina zadebiutowała w Konkursie Piosenki Eurowizji Junior w 2006 roku. Od czasu debiutu konkursem w kraju w latach 2006–2015 zajmowała się Narodowa Telekompania Ukrainy (NTU). Od 2016 udziałem kraju w konkursie zajmuje się ukraiński nadawca publiczny Suspilne.
Od czasu debiutu Ukraina co roku ma swojego reprezentanta w konkursie. Najwyższym wynikiem kraju jest pierwsze miejsce, które w 2012 roku zajęła Anastasija Petryk z utworem „Nebo”.

## Historia Ukrainy w Konkursie Piosenki Eurowizji Junior

### Konkurs Piosenki Eurowizji Junior 2006
Ukraiński nadawca zdecydował się na debiut w konkursie w 2006 roku. Stacja wybrała swojego reprezentanta za pomocą formatu krajowych eliminacji. W lipcu opublikowała regulamin udziału w selekcjach, do których zgłaszać się mogli wykonawcy w wieku od ośmiu do piętnastu lat, niemający wcześniej żadnego profesjonalnego doświadczenia estradowego. Zgłoszenia trwały do 6 sierpnia, a spośród wszystkich zgłoszeń komisja jurorska wybrała dwudziestu uczestników, którzy wzięli udział w przesłuchaniach na żywo organizowanych w Kijowie. Po tym etapie do stawki finałowej eliminacji zostało dopuszczonych dziesięciu szczęśliwców, którzy wystąpili podczas koncertu finałowego organizowanego 23 września. Uczestnikami zostali: Julia Szpakiewicz, Alina Popowa, Olha Bohatyrenko, Katerina Paszczenko, Nazar Slusarczuk, Maria Stepanenko, Wiktoria Petryk, Maria Jaremenko, Julija Gawrylenko i Ilona Hałycka. W finale największą liczbę 5 602 głosów (tj. 4 713 wysłanych telefonicznie i 889 wysłanych SMS-owo) zdobył 14-letni wówczas Nazar Slusarczuk, jedyny chłopak biorący udział w finale, z utworem „Chłopczyk rok ’n’ roll”, dzięki czemu został wybrany reprezentantem kraju w 4. Konkursie Piosenki Eurowizji Junior organizowanym w Bukareszcie.
Pod koniec listopada piosenkarz rozpoczął próby do występu w finale Konkursu Piosenki Eurowizji Junior. 2 grudnia wystąpił jako piąty w kolejności w finale widowiska i zajął ostatecznie dziewiąte miejsce z 58 punktami na koncie. Podczas występu na scenie piosenkarzowi towarzyszyła grupa baletowa „Wostorg” z Pawłogradu. Reprezentant wystąpił w stroju projektu Ainy Gase, będącej stylistką m.in. ukraińskiej polityk Julii Tymoszenko.

### Konkurs Piosenki Eurowizji Junior 2007
W 2007 roku ukraińska stacja potwierdziła udział w 5. Konkursie Piosenki Eurowizji Junior. Podobnie jak w poprzednim roku, przedstawiciel stacji został wybrany poprzez format krajowych eliminacji. Zgłoszenia do udziału w selekcjach trwały do 15 maja, zaś w dniach 17-19 maja wszystkie 68 zgłoszonych piosenek zostało odsłuchanych przez komisję jurorską. Jurorzy wyselekcjonowali później trzydzieści propozycji zakwalifikowanych do zorganizowanego 26 maja koncertu półfinałowego, w którym awans do finału otrzymało dwunastu wykonawców. Finalistami zostali: Alina Grosu, Marietta, Nazariy Schegelskiy, Ilona Hałycka, Walerija Dmitrienko, Wiktoria Petryk, Dmitrij Borodin, Władisław Belik, Władisław Karaszczuk, Jarina Szust, Kristina Barabulia oraz zespół Fresh Time. We wrześniu finaliści odbyli wzięli udział w specjalnych warsztatach wokalnych, podczas których przygotowywali się do występu w finale selekcji.
15 września odbył się specjalny koncert, podczas którego każdy z uczestników zaśpiewał po dwie swoje ulubione piosenki. Tydzień później zorganizowany został koncert finałowy eliminacji, który wygrała 12-letnia wówczas Ilona Hałycka z utworem „Urok hłamuru”. Piosenka otrzymała łącznie 8 454 głosów telewidzów (tj. 8 117 głosów oddanych telefonicznie i 337 SMS-owo). Wynik wywołał wiele kontrowersji w kraju, głównie z powodu przegranej Aliny Grosu, głównej faworytki konkursu.
Ilona Hałycka wystąpiła jako dwunasta w kolejności w finale widowiska, który odbył się 8 grudnia w Rotterdamie, i zajęła ostatecznie dziewiąte miejsce z 56 punktami na koncie, w tym m.in. z notami 10 punktów od Gruzji i Białorusi.

### Konkurs Piosenki Eurowizji Junior 2008
W 2008 roku krajowy nadawca potwierdził udział w 6. Konkursie Piosenki Eurowizji Junior, zaś swojego reprezentanta wybrał za pomocą formatu krajowych eliminacji. Zgłoszenia do udziału w selekcjach trwały od 20 kwietnia do 1 sierpnia, zaś w dniach 15-16 sierpnia wszystkie 84 zgłoszone piosenki zostały przesłuchane przez komisję jurorską. Do finału eliminacji zostało dopuszczonych dwanaście propozycji, które wykonali: KapriZ, Renata Sztifel, Iwan Danilow, Marietta Iwanowa, Julija Bojko, Andronik Aleksanian, Elizawieta Malajewa, Złata, Ukraine Boys, Jurij Krawczenko i Wiktoria Petryk. 21 sierpnia odbył się finał krajowych selekcji, które wygrała Wiktoria Petryk z utworem „Matrosy”, za który otrzymała łącznie 7 700 głosów telewidzów, dzięki czemu została wybrana na reprezentantkę Ukrainy w 6. Konkursie Piosenki Eurowizji Junior organizowanym w Limassol.
22 listopada 2008 roku wystąpiła jako dwunasta w kolejności w finale Konkursu Piosenki Eurowizji dla Dzieci i zajęła ostatecznie drugie miejsce po zdobyciu łącznie 138 punktów, w tym m.in. maksymalnych 12 punktów z Gruzji, Malty i Rumunii. Do zwycięstwa reprezentantce Ukrainy zabrakło dwudziestu punktów. Podczas występu Petryk wystąpiła w kreacji autorstwa Diany Dorożkiny, zaś na scenie towarzyszył jej zespół taneczny „Wostorg” w choreografii Eleny Titowej.

### Konkurs Piosenki Eurowizji Junior 2009
6 czerwca 2008 roku ogłoszono, że stacja NTU została organizatorem 7. Konkursu Piosenki Eurowizji Junior, a impreza odbędzie się w Kijowie.
W marcu stacja NTU opublikowała regulamin krajowych selekcji eurowizyjnych, podczas których wybrany miał zostać reprezentant kraju w konkursie. Zgłoszenia trwały od 9 lutego do 1 maja. W dniach 12-13 maja wszystkie 70 zgłoszonych propozycji zostało odsłuchanych przez komisję jurorską (w składzie: Roman Niedzielski, Michaiło Czemberzki, Natalia Efimenko, Wiktor Knysz, Ołeksander Złotnik, Marina Modina i Nadia Atonasowa), która dopuściła do kolejnego etapu trzydziestu dwóch kandydatów. Dzień później odbył się półfinał konkursu, z którego piętnastu uczestników otrzymało awans do finału. Ostatecznie w stawce finałowej znaleźli się: Władisław Karaszczuk, Andranik Aleksanian, Dmitro Borodyn, Katerina Kuritsina, Daniela Jakobczuk, Liza Malajewa, KapriZ, Marina Łozińska, Nguen Li, Ołeksander Czernienko, Walentina Daniliuk, Katerina Panczenko, Anna Kudriaszowa, Walerija i Anastasija Groszki oraz Karina Mazuryk. Od 6 do 14 czerwca wykonawcy wyjechali na specjalny obóz muzyczny do Międzynarodowego Centrum dla Dzieci „Artek”, gdzie przygotowywali się do występu finałowego. Podobnie jak w poprzednich latach, przygotowania do koncertu finałowe były transmitowane przez NTU. 31 maja odbył się koncert z udziałem uczestników, podczas którego każdy z kandydatów zaśpiewał kilka utworów ze swojego repertuaru.
7 czerwca odbył się finał selekcji, który poprowadzili Timur Miroszniczenko i Mariette, trzykrotna uczestniczka krajowych selekcji do konkursu, które ostatecznie wygrał 11-letni wówczas Andranik Aleksanian z piosenką „Try topoli, try surmy”, za którą zdobył największą liczbę głosów od komisji jurorskiej (w składzie: Wasil Ilaszczuk, Jurij Pawłenko, Wasil Wowkun, Michaiło Czemberzi, Ołeksander Złotnik, Boris Nowożiłow, Marina Modina i Wasil Łazarowicz) oraz telewidzów (2. miejsce).
21 listopada Aleksanian wystąpił jako dziesiąty w finale Konkursu Piosenki Eurowizji dla Dzieci i zajął ostatecznie piąte miejsce z 89 punktami na koncie, w tym m.in. z maksymalną notą 12 punktów od Armenii oraz notami 10 punktów od Białorusi, Gruzji i Rumunii.

### Konkurs Piosenki Eurowizji Junior 2010
W 2010 roku stacja NTU potwierdziła udział w 8. Konkursie Piosenki Eurowizji Junior. W lutym opublikowała regulamin krajowych selekcji. Zgłoszenia do udziału w eliminacjach trwały do 12 kwietnia. W dniach 23-24 kwietnia wszystkie 79 zgłoszonych propozycji zostało odsłuchanych przez komisję jurorską (w składzie: Natalia Efimenko, Dmitrij Kadnaj, Irina Żurawska, Dmitrij Koliadenko, Alla Michaj, Wład Bagińskij i Walid Arfusz), a trzydzieści z nich zostało dopuszczonych do dalszego etapu selekcji (jego transmisja odbyła się 24 lipca na kanale NTU). Dzień później, tj. 25 kwietnia, odbył się półfinał eliminacji, z którego do finału awansowało czternastu wykonawców (transmisja koncertu odbyła się 25 lipca). Finalistami zostali: Roman Bednarski, duet Diadia Sława i Inna Riczi, Wiktora Litwinczuk, Tatiana Markowska, Alicja Kałasznikowa, Li, Walentine Daniliuk, Daniela Jakobczuk, Anna Prijmak, Julia Gurska, Hrystyna Tkaczuk, Dmitro Borodin, Nikita Iszczenko i Jurij Krawczenko. 28 maja uczestnicy wyjechali na obóz muzyczny do Międzynarodowego Centrum dla Dzieci „Artek”, gdzie przygotowywali się do występu finałowego.
31 lipca odbył się finał selekcji, który poprowadzili Timur Miroszniczenko i Elizabeth Arfusz, która zasiadła za panelem jurorskim razem z Władem Bagińskim, Michaiłem Popławskim, Eleną Poddubnają, Natalią Efimenko, Aloszą i Kamalią. Koncert finałowy wygrała 15-letnia wówczas Julia Gurska z utworem „Mij litak”, dzięki czemu została reprezentantką Ukrainy w 8. Konkursie Piosenki Eurowizji Junior organizowanym w Mińsku.
20 listopada reprezentantka Ukrainy wystąpiła jako piąta w kolejności i zajęła ostatnie, czternaste miejsce po zdobyciu 28 punktów.

### Konkurs Piosenki Eurowizji Junior 2011
W 2011 roku stacja NTU potwierdziła udział w 9. Konkursie Piosenki Eurowizji Junior. Proces nadsyłania zgłoszeń do nadawcy trwał do 31 maja. Od 4 maja do 15 czerwca trwały regionalne przesłuchania do konkursu eliminacyjnego, a trzydziestu wybranych uczestników wzięło udział w kolejnym etapie selekcji, który odbył się 18 czerwca. W skład jurorski weszli: Roman Iwanicki, Oksana Melnik, Matias, Taras Gurik, Anna Krisiuk i Irina Slepuszowa. Do finału zakwalifikowanych zostało dwudziestu kandydatów, którymi zostali: Marija-Nikoletta Petriuk, Anastasija Szewczenko, Milaski, Mariana Szerbak, Kristina „Kristall” Koczegarowa, Karina Mazurik, Anastasija Kalinowa, Mikoła Zadarej, Nguyen Li, Tamara Logwinowa, Oliona Nasienkowa, Wiktorija Kobzar, Hristina Dutczak, Anton Michaiłiuk, Diana Miroszniczenko, Amanda Koenig, Marta Kwoczak, Olga Kowalska, Fleszki oraz duet Diadia Sława i Inna Riczi. Wykonawcy wyjechali na obóz muzyczny do Międzynarodowego Centrum dla Dzieci „Artek”, gdzie przygotowywali się do występu finałowego.
W dniach 23-24 lipca odbyły się dwa etapy eliminacyjne, zaś finał odbył się 31 lipca. Koncert wygrała Kristall z piosenką „Evropa”, dzięki czemu została wybrana na reprezentantkę Ukrainy w konkursie organizowanym w Erywaniu.

3 grudnia piosenkarka wystąpiła jako siódma w kolejności w finale widowiska i zajęła ostatecznie jedenaste miejsce z 42 punktami na koncie, w tym m.in. z maksymalną notą 12 punktów przyznawaną automatycznie przez Australię.

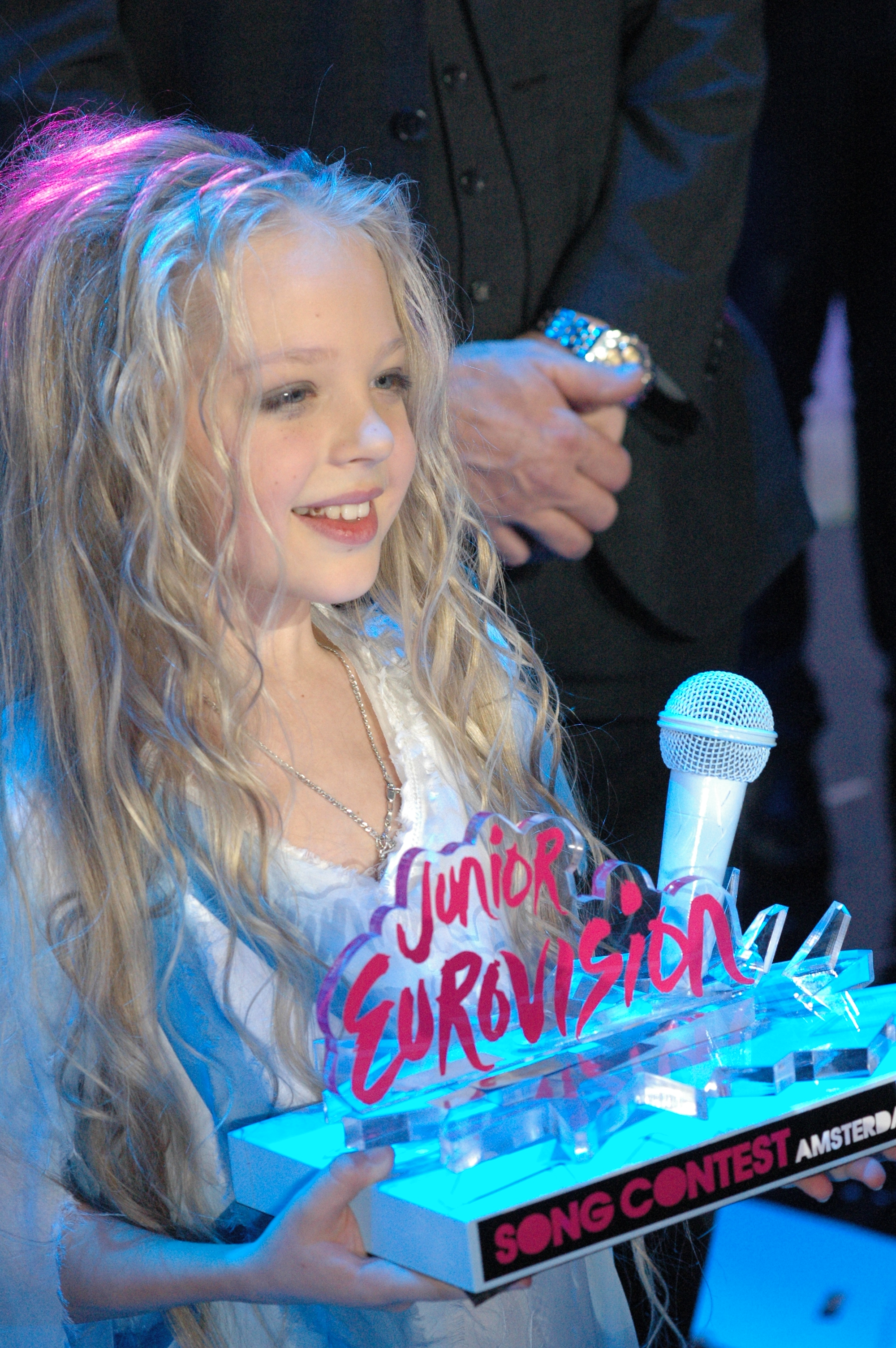
Anastasija Petryk, zwyciężczyni konkursu w 2012

### Konkurs Piosenki Eurowizji Junior 2012
W 2012 roku stacja NTU potwierdziła udział w 10. Konkursie Piosenki Eurowizji Junior. Zgłoszenia do udziału w krajowych eliminacjach trwały do 31 maja. Od 1 do 5 czerwca komisja jurorska (w składzie: Wład Bagiński, Tatiana Piskariowa, Szanis i Marina Podgórna) odsłuchała wszystkich zgłoszonych propozycji i wyłoniła trzydziestu uczestników dopuszczonych do kolejnej rundy selekcji. 6 czerwca odbył się wewnętrzny półfinał eliminacji, podczas którego wybrano dwudziestu jeden finalistów. W rundzie finałowej znaleźli się: Sofija Tarasowa, duet Radiosimia (Sofija Jaremowa i Robert Debnatk), Tetiana Gulik, Anastasija Petryk, KapriZ-Juniors, Polina Andriejewa, Wiktorija Kobzar, Anastasija Baranowska, Akwa-Brand, Nikita Kiosse, Irina Ebralidze, Elena Gernega, Anna Prijmak, Anna Kartaszowa, ExSportize, Tetiana Szewczuk, Inna Priczepij, Sołomija Katerinczuk, Tetiana Miza, Tetiana Marczuk, Elena Gregori i Irina Czukanowa. 20 czerwca uczestnicy wyjechali na obóz muzyczny do Międzynarodowego Centrum dla Dzieci „Artek”, gdzie przygotowywali się do występu finałowego.
8 lipca został zorganizowany finał selekcji. Największą liczbę głosów otrzymała 10-letnia wówczas Anastasija Petryk z utworem „Nebo”, dzięki czemu została wybrana na reprezentantkę Ukrainy w konkursie organizowanym w Amsterdamie. 1 grudnia wystąpiła jako dziewiąta w kolejności w finale widowiska i zajęła ostatecznie pierwsze miejsce, zdobywając łącznie 138 punktów, w tym m.in. maksymalne noty 12 punktów od ośmiu z jedenastu krajów przyznających jej punkty, tj. od Armenii, Białorusi, Belgii, Izraela, Mołdawii, Rosji, Szwecji i Holandii. Piosenkarka uzyskała ponad 87% wszystkich możliwych do zdobycia punktów, ustanawiając tym samym nowy rekord w tej kategorii.

### Konkurs Piosenki Eurowizji Junior 2013
W 2013 roku nadawca NTU potwierdził, że został gospodarzem 11. Konkursu Piosenki Eurowizji Junior, który zorganizował w Kijowie. W kwietniu stacja opublikowała regulamin krajowych eliminacji eurowizyjnych, w ramach których wyłaniany był reprezentant kraju w widowisku. Proces nadsyłania zgłoszeń trwał od 2 kwietnia do 31 maja. 8 czerwca komisja jurorska (w składzie Wład Bagiński, Wiktorija Romanowa, Michaił Niekrasow, Ałła Popowa i Oliona Mozhowa) odsłuchała wszystkich nadesłanych propozycji i wyłoniła dwudziestu uczestników, którymi zostali: Kirill Sokołow, Andriej Bojko, Anna Wagabowa, Walerija Simulik, Dmitrij Ludannij, Inessa Gricajenko, Hristina Tkaczuk, Erik Saharian, duet Radiosimia, Sofia Kuczenko z Charkowa, Sofia Kuczenko z Kijowa, Alim Chakimow, Jana Guruliowa, KapriZ-Juniors, Bon Appetite, Co.Mix, Walerij, Adelina Logwinenko i Iwanna Orliuk oraz Polina Andrejewa i Sofia Tarasowa, które wygrały finał projektu Akademia Muzyczna Dziecięcej Eurowizji. Finaliści wzięli udział w obozie muzycznym w Międzynarodowym Centrum dla Dzieci „Artek”, gdzie od 15 lipca przygotowywali się do występu finałowego.
1 sierpnia odbył się finał selekcji, które wygrała Sofija Tarasowa z piosenką „We Are One” po zdobyciu łącznie 31 punktów w głosowaniu telewidzów i jurorów. 30 listopada wystąpiła jako szósta w kolejności w finale Konkursu Piosenki Eurowizji dla Dzieci i zajęła ostatecznie drugie miejsce po zdobyciu łącznie 121 punktów, w tym m.in. maksymalnych not 12 punktów od Białorusi, Malty i San Marino.

### Konkurs Piosenki Eurowizji Junior 2014
30 kwietnia 2014 ukraiński nadawca potwierdził udział w 12. Konkursie Piosenki Eurowizji Junior. Zgłoszenia do preselekcji były przyjmowane od 1 maja do 28 czerwca. 29 czerwca 2014 stacja ujawniła listę 18 kandydatów którzy zakwalifikowali się do dalszego etapu. 9 sierpnia 2014 obył się finał preselekcji podczas którego na podium znaleźli się: Smile („Up and Down”), Nina i Wasia Bojkowa („Moja stychija”), Sympho-Nick („Spring Will Come”). Zwyciężczynią został zespół Sympho-Nick z piosenką „Spring Will Come”.
15 listopada 2014 wystąpiły na Malcie ósme w kolejności i zajęły 6 miejsce zdobywszy 74 punktów, w tym 24 pkt od jury (12. miejsce) oraz 100 pkt od widzów (3. miejsce).

### Konkurs Piosenki Eurowizji Junior 2015

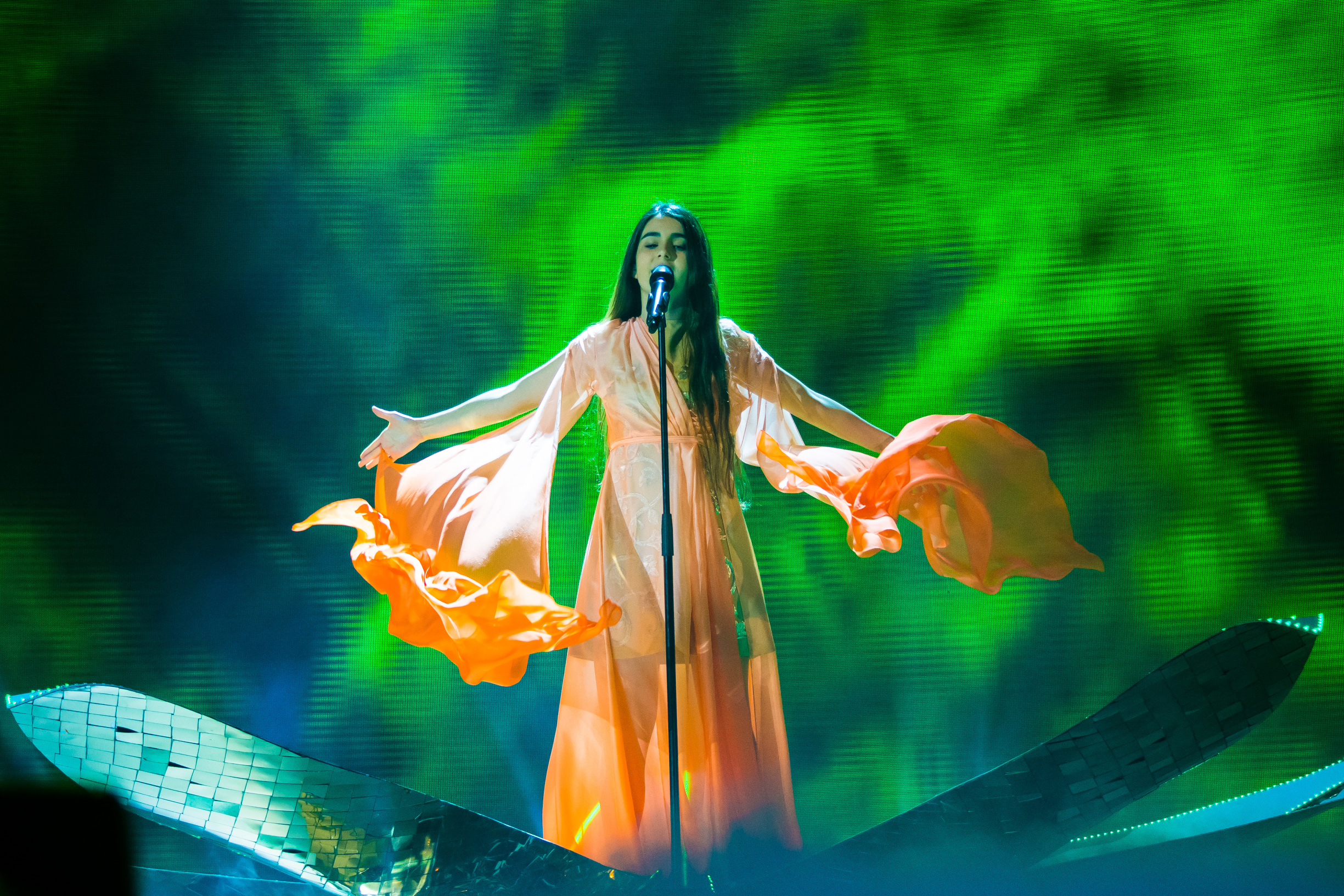
Anna Trinczer podczas występu w Sofii

10 lipca 2015 ukraiński nadawca potwierdził, że weźmie udział w konkursie oraz otworzył okno zgłoszeń dla kandydatów. 26 lipca nadawca udostępnił listę czternastu uczestników którzy zakwalifikowali się do finału preselekcji. Na liście znaleźli się: zespoł VoiceLand („Dytynstwo”), Anastasija Tkaczuk („Moja zemla”), trio Fresh („Żywy na pownu”), Alisa Panczuk („Spiwaj”), Katrina Channa („Fly”), zespół Zabava („Łety”), Nina Bojkowa („Rozmaluj moji sny”), Marija Korohodśka („U serci muzyka je”), Sofija Dobryweczir („My Choczemo switu”), Anna Trinczer („Poczny z sebe”), Sofija Jaremowa („Salsa”), Jaryna Taras („Powir u czudesa”), Nazarij Stinianśke („Come on”) oraz Wiktorija Swiatohor („Sylna. Wilna”).
22 sierpnia 2015 finał preselekcji wygrała Anna Trinczer z piosenką Poczny z sebe, uzyskując łącznie 28 punktów w głosowaniu jury i telewidzów, dzięki czemu otrzymała prawo do reprezentowania Ukrainy w konkursie. 
21 listopada 2015 Anna wystąpiła jako dwunasta w kolejności startowej i zajęła 11. miejsce zdobywszy 38 punktów, w tym 13 pkt od jury (13. miejsce) oraz 35 pkt od widzów (12. miejsce).

### Konkurs Piosenki Eurowizji Junior 2016
Po zwycięstwie Jamali w finale Konkursu Piosenki Eurowizji 2016 krajowy nadawca NTU potwierdził udział w Eurowizji Junior. Ponadto zapowiedział organizacje eliminacji, które odbyły się we wrześniu 2016. 10 września odbył się finał selekcji, które wygrała Sofia Rol z piosenką „Planet Craves for Love” po zdobyciu łącznie 23 punktów w głosowaniu telewidzów i jurorów.
30 listopada wystąpiła jako dziesiąta w kolejności w finale i zajęła 14. miejsce po zdobyciu łącznie 30 punktów.

### Konkurs Piosenki Eurowizji Junior 2017
Ukraina potwierdziła udział w widowisku. Finał programu odbył się 25 sierpnia a wygrała go Anastasija Baginska. Zaśpiewała swój singiel "Don't Stop" w języku ukraińskim i angielskim. 26 listopada wystąpiła jedenasta w kolejności w finale konkursu zajmując 7 miejsce z 147 punktami w tym 67 punktów od widzów (5. miejsce) i 80 punktów od jury (6. miejsce) w tym maksymalną notę 12 punktów z Serbii.

### Konkurs Piosenki Eurowizji Junior 2018
2 lipca początkowo ukraiński nadawca NSTU ogłosił, że nie będzie uczestniczył w konkursie z powodu problemów finansowych. W sierpniu EBU ogłosiło, że kraj weźmie jednak udział w konkursie. Finał konkursu odbył się 25 listopada a reprezentantką kraju została Darina Krasnowecka z utworem „Say Love” zajmując 4 miejsce z 182 punktami.

### Konkurs Piosenki Eurowizji Junior 2019
W sierpniu na reprezentantkę Ukrainy została wybrana Sofija Iwańko z utworem „The Spirit of the Music”. Zajęła 15 miejsce z dorobkiem 59 punktów.

### Konkurs Piosenki Eurowizji Junior 2020
Reprezentantem kraju został Ołeksandr Bałabanow z utworem „Widkrywaj”. Zajął 7 miejsce z dorobkiem 106 punktów.

### Konkurs Piosenki Eurowizji Junior 2021
Reprezentantką kraju została 14-letnia Ołena Usenko. Wystąpiła 12 w finale, zajmując 6 miejsce z dorobkiem 125 punktów.

### Konkurs Piosenki Eurowizji Junior 2022
7 czerwca 2022 szefowa ukraińskiej delegacji Oksana Skybińska poinformowała, że kraj nie podjął jeszcze decyzji w sprawie potencjalnego udziału w konkursie. 1 sierpnia ukraiński nadawca NSTU poinformował, że weźmie udział w jubileuszowym 20. Konkursie Piosenki Eurowizji Junior oraz że swojego reprezentanta wybierza za pośrednictwem krajowych eliminacji. Składanie wniosków trwało od 3 do 31 sierpnia 2022. 30 sierpnia telewizja rozpoczęła publiczne głosowanie w celu wyłonienia składu profesjonalnego jury do krajowych eliminacji. 6 września poinformowano, że telewizja otrzymała łącznie ponad 50 zgłoszeń z czego pięciu finalistów zmierzy się 18 września w krajowych eliminacjach. Uczestniczkami krajowych eliminacji zostały: Sofija Artemenko i DJ Polinka („Zamowlannia”), Złata Dziuńka („Nezłamna”), Jelyzawieta Petruk („Pisnia pro Łełeczat”), Daria Rebrowa („Paporoti kwitka”) oraz Diana Stasiuk „We are the Future”. 13 września ujawniono, że w wyniku głosowania jurorami krajowych eliminacji zostali: Anzhelika Rudnytska, Chrystyna Sołowij i Myroslava Saliy. Krajowe eliminacje poprowadził Timur Mirosznyczenko. 
18 września 2022 finał krajowych eliminacji wygrała Złata Dziuńka z utworem „Nezłamna”, uzyskując tym samym prawo do reprezentowania Ukrainy w konkursie. 25 listopada wydano oficjalny teledysk do piosenki. 11 grudnia Złata w finale konkursu zajęła 9. miejsce zdobywszy 111 punktów, w 64 pkt od widzów (7. miejsce) i 47 pkt od jury (10. miejsce). 

### Konkurs Piosenki Eurowizji Junior 2023

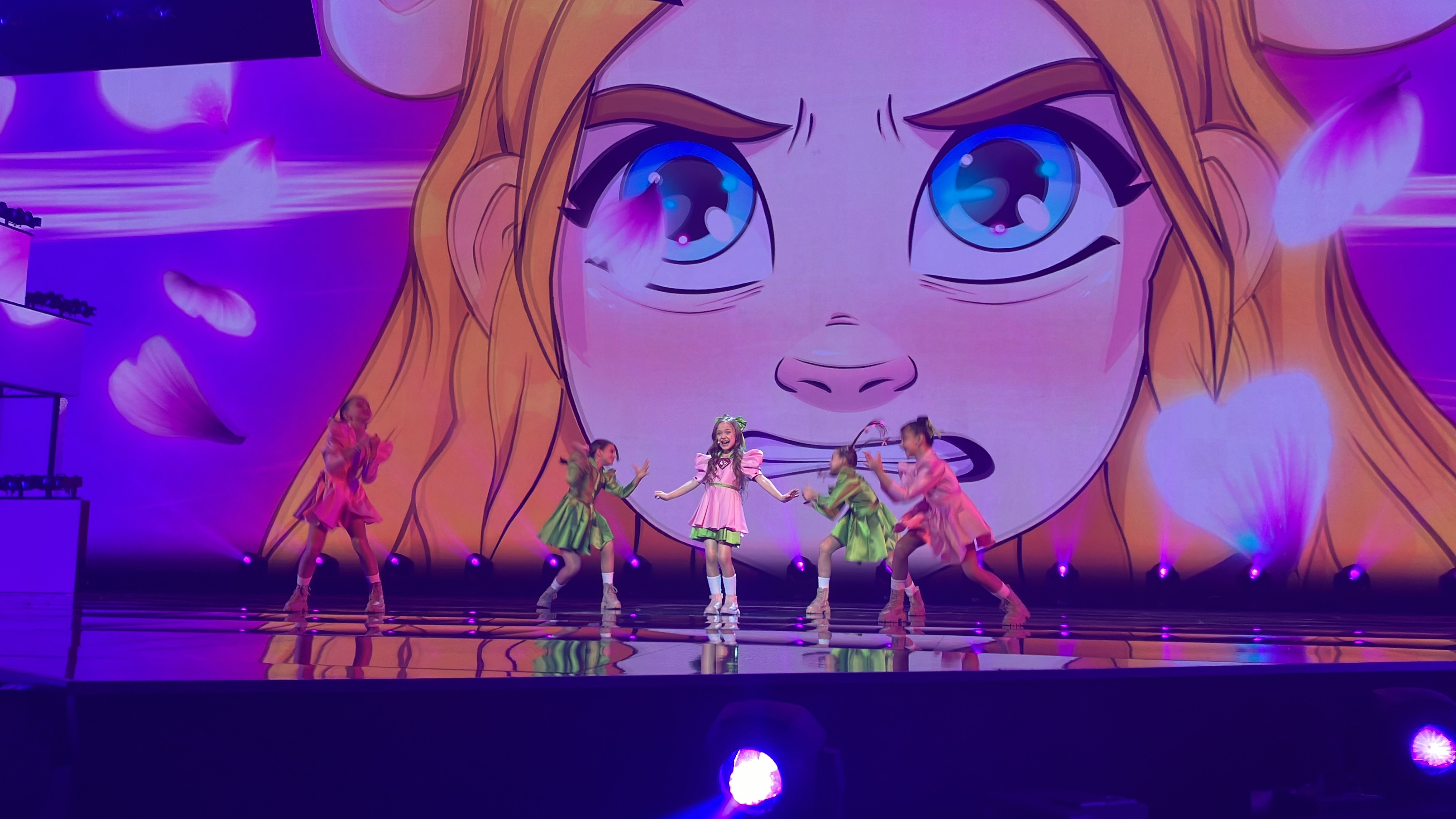
Anastasija Dymyd podczas występu w Nicei

25 maja 2023 ukraińska telewizja potwierdziła udział w 21. Konkursie Piosenki Eurowizji Junior. 17 czerwca 2023 umożliwiono zgłaszanie kandydatur, a termin upłynął 7 lipca. 13 lipca opublikowano listę dziesięciu uczestników którzy przeszli do następnego etapu przesłuchań. Nadawca otrzymał łącznie 143 zgłoszeń. 24 lipca nadawca opublikował skróconą listę pięciu finalistów którzy będą rywalizować o reprezentowanie Ukrainy. Za wybór finalistów odpowiadała ukraińska piosenkarka Switłana Tarabarowa. 31 sierpnia stacja ogłosiła, że finał preselekcji odbędzie się 1 października oraz ujawniła tytuły konkursowych piosenek z którymi uczestnicy będą ubiegać się o reprezentowanie Ukrainy: zespół 3ʼBeauties („Power of Love”), Polina Babiy („Universe”), Anastasija Bielibowa („Sylna”), Denys Hryszczuk („Dance”) oraz Anastasija Dymyd („Kwitka”). 8 września ogłoszono, że preselekcje poprowadzi Timur Mirosznyczenko i Anna Tuliewa.  
1 października odbył się finał preselekcji, który zwyciężyła Anastasija Dymyd z piosenką „Kwitka”, uzyskując tym samym prawo do reprezentowania Ukrainy w konkursie. 26 listopada 2023 Anastasija wystąpiła jako trzecia w kolejności i zajęła 5. miejsce zdobywając 128 punktów, w tym  45 pkt od jury (9. miejsce) i 83 pkt od widzów (3. miejsce).    

### Konkurs Piosenki Eurowizji Junior 2024
14 lutego 2024 ukraiński nadawca potwierdził udział w 22. Konkursie Piosenki Eurowizji Junior. Zgłoszenia do selekcji były przyjmowane od 5 czerwca do 3 lipca. 10 lipca 2024 nadawca ujawnił, że otrzymał w sumie 309 kandydatur. 12 lipca poinformowano, że w składzie jury będą: Tayanna, Michelle Andrade i Jewhen Chmara. 24 lipca stacja udostępniła listę piętnastu kandydatów zakwalifikowanych do pierwszego etapu: Marija Błyzniuk, Anastasija Bielibowa, Bohdan Biłucha, Władysław Wasycki, Daryna Wican, Anhelina Hłohuś, Anna Dojna, Weronika Kohan, Illa Konowczenko, Artem Kotenko, Władysława Kiceluk, Sofija Nersesian, Wsewołod Skryma, Złata Sołonenko i Złata Iwaniw. 8 września nadawca opublikował listę sześciu kandydatów którzy zaklasyfikowali się do finału preselekcji, a 16 września – ich piosenki. Finalistami zostali: Anastasija Bielibowa („Unbelievable”), Anhelina Hłohuś („Płaczut janhoły”), Złata Iwaniw („Namysto”) Weronika Kohan („Harmony”), Illa Konowczenko („Spaceship”) oraz Artem Kotenko („Dim”).
22 września odbył się finał, który poprowadzili: Anna Trinczer, Timur Mirosznyczenko oraz Anna Tuliewa. Zwyciężył Artem Kotenko z piosenką „Dim”, uzyskując tym samym prawo do reprezentowania Ukrainy w konkursie. 6 października ogłoszono, że tytuł utworu został zmieniony na „Hear Me Now”. 16 listopada wystąpił jako czternasty w kolejności i zajął 3. miejsce zdobywając 203 punkty, w tym 122 pkt od jury (2. miejsce) i 81 pkt od widzów (2. miejsce). 10 grudnia 2024 nadawca ujawnił, że oglądalność konkursu emitowanego na kanale Suspilne Kultura wyniosła 235 tys widzów.

### Konkurs Piosenki Eurowizji Junior 2025
16 czerwca 2025 ukraiński nadawca potwierdził swój udział w 23. Konkursie Piosenki Eurowizji Junior. Aplikacja kandydatur trwała od 16 czerwca do 10 lipca. 21 lipca telewizja ujawniła listę piętnastu kandydatów zakwalifikowanych do pierwszego etapu preselekcji: Władysław Daniłewśki, Sofija Nersesian, Oliwija Tkaczyk, Anhelina Hłohuś, Likerija Czyrwa, Artem Manżura, Ołeksandr i Dawyd Podlaszczuky, Riehina Kułynenko, Marija Swijazowa, zespół Mrijnyky, Olha Nesterko, Kateryna Watan, Kyryło Parijenko, Wsewołod Skryma oraz duet w którego skład wchodzą Złata Iwaniw i Władysław Wasyćki. 

## Uczestnictwo
Ukraina uczestniczy w Konkursie Piosenki Eurowizji Junior od 2006. Poniższa tabela uwzględnia nazwiska wszystkich ukraińskich reprezentantów, tytuły konkursowych piosenek i języki w których były śpiewane oraz wyniki w poszczególnych latach.
| Rok  | Artysta             | Piosenka                              | Język                | Miejsce | Punkty |
| ---- | ------------------- | ------------------------------------- | -------------------- | ------- | ------ |
| 2006 | Nazar Slusarczuk    | „Chłopczyk rok ’n’ roll”              | ukraiński            | 9       | 58     |
| 2007 | Ilona Hałycka       | „Urok hłamuru”                        | ukraiński            | 9       | 56     |
| 2008 | Wiktorija Petryk    | „Matrosy”                             | ukraiński            | 2       | 135    |
| 2009 | Andranik Aleksanian | „Try topoli, try surmy”               | ukraiński            | 5       | 89     |
| 2010 | Julia Gurska        | „Mij litak”                           | ukraiński            | 14      | 28     |
| 2011 | Kristall            | „Europe”                              | ukraiński, angielski | 11      | 42     |
| 2012 | Anastasija Petryk   | „Nebo”                                | ukraiński, angielski | 1       | 138    |
| 2013 | Sofija Tarasowa     | „We Are One”                          | ukraiński, angielski | 2       | 121    |
| 2014 | Sympho-Nick         | „Spring Will Come”                    | ukraiński, angielski | 6       | 74     |
| 2015 | Anna Trinczer       | „Poczny z sebe (Start With Yourself)" | ukraiński, angielski | 11      | 38     |
| 2016 | Sofia Rol           | „Planet Craves for Love”              | ukraiński, angielski | 14      | 30     |
| 2017 | Anastasija Baginska | „Don't Stop”                          | ukraiński, angielski | 7       | 147    |
| 2018 | Darina Krasnowecka  | „Say Love”                            | ukraiński, angielski | 4       | 182    |
| 2019 | Sofija Iwańko       | „The Spirit of the Music”             | ukraiński, angielski | 15      | 59     |
| 2020 | Ołeksandr Bałabanow | „Widkrywaj”                           | ukraiński, angielski | 7       | 106    |
| 2021 | Ołena Usenko        | „Ważil”                               | ukraiński            | 6       | 125    |
| 2022 | Złata Dziunka       | „Nezłamna (Unbreakable)”              | ukraiński, angielski | 9       | 111    |
| 2023 | Anastasija Dymyd    | „Kwitka”                              | ukraiński, angielski | 5       | 128    |
| 2024 | Artem Kotenko       | „Hear Me Now”                         | ukraiński, angielski | 3       | 203    |
| 2025 |                     |                                       |                      |         |        |

Legenda:
     1 miejsce
     2 miejsce
     3 miejsce
     Ostatnie miejsce

## Historia głosowania w finale (2006–2022)
Poniższe tabele pokazują, którym krajom Ukraina przyznawała w finale konkursu punkty oraz od których państw ukraińscy reprezentanci otrzymywali noty.
| L.p. | Państwo  | Punkty |
| ---- | -------- | ------ |
| 1    | Gruzja   | 133    |
| 2    | Armenia  | 123    |
| 3    | Rosja    | 96     |
| 4    | Białoruś | 95     |
| 5    | Malta    | 69     |

| L.p. | Państwo  | Punkty |
| ---- | -------- | ------ |
| 1    | Gruzja   | 106    |
| 2    | Białoruś | 96     |
| 3    | Rosja    | 82     |
| 4    | Armenia  | 78     |
| 5    | Malta    | 59     |

## Organizacja
| Rok  | Lokalizacja                             | Prowadzący                             |
| ---- | --------------------------------------- | -------------------------------------- |
| 2009 | Ukraina (Kijów, Pałac Sportu)           | Ani Lorak i Timur Mirosznyczenko       |
| 2013 | Ukraina (Kijów, Pałac Sztuki „Ukraina”) | Złata Ogniewicz i Timur Mirosznyczenko |

## Komentatorzy i sekretarze
Spis poniżej przedstawia wszystkich ukraińskich komentatorów konkursu oraz krajowych sekretarzy podających punkty w finale.
| Komentatorzy i sekretarze z Ukrainy | Komentatorzy i sekretarze z Ukrainy | Komentatorzy i sekretarze z Ukrainy |
| Rok                                 | Komentator                          | Sekretarz                           |
| ----------------------------------- | ----------------------------------- | ----------------------------------- |
| 2005                                | Timur Mirosznyczenko                | Kraj nie brał udziału w konkursie   |
| 2006                                | Timur Mirosznyczenko                | Assol                               |
| 2007                                | Timur Mirosznyczenko                | Assol                               |
| 2008                                | Timur Mirosznyczenko                | Marietta                            |
| 2009                                | Mariya Orlova                       | Marietta                            |
| 2010                                | Timur Mirosznyczenko                | Elizabeth Arfush                    |
| 2011                                | Timur Mirosznyczenko                | Amanda Koenig                       |
| 2012                                | Timur Mirosznyczenko                | Kristall                            |
| 2013                                | Tetiana Terechowa                   | Elizabeth Arfush                    |
| 2014                                | Timur Mirosznyczenko                | Sofia Tarasova                      |
| 2015                                | Timur Mirosznyczenko                | Sofia Kutsenko                      |
| 2016                                | Timur Mirosznyczenko                | Anna Trincher                       |
| 2017                                | Timur Mirosznyczenko                | Sofia Rol                           |
| 2018                                | Timur Mirosznyczenko                | Anastasiya Baginska                 |
| 2019                                | Timur Mirosznyczenko                | Darina Krasnowecka                  |
| 2020                                | Timur Mirosznyczenko                | Sofija Iwańko                       |
| 2021                                | Wiktor Diaczenko                    | Ołeksandr Bałabanow                 |
| 2022                                | Timur Mirosznyczenko                | Mykoła Olinyk                       |
| 2023                                | Timur Mirosznyczenko                | Złata Dziuńka                       |
| 2024                                | Timur Mirosznyczenko                | Anastasija Dymyd                    |